# Merosargus gowdeyi
Merosargus gowdeyi är en tvåvingeart som beskrevs av Charles Howard Curran 1928. Merosargus gowdeyi ingår i släktet Merosargus och familjen vapenflugor. Inga underarter finns listade i Catalogue of Life.